# Nobuyuki Tsujii
Nobuyuki Tsujii (辻井 伸行?, Tsujii Nobuyuki; 13 settembre 1988) è un pianista giapponese, vincitore della tredicesima edizione del Concorso pianistico internazionale Van Cliburn.

## Biografia
Tsujii è nato cieco a causa di una malformazione congenita dell'occhio, la microftalmia. All'età di due anni iniziò a manifestare il suo talento musicale suonando con un pianoforte giocattolo la melodia di Do Re Mi, che sua madre stava canticchiando; iniziò poi lo studio del pianoforte dall'età di quattro anni.
Nel 1995 ha vinto il primo premio nel concorso "All Japan Music of Blind Students".
Nel 1998 ha debuttato suonando insieme alla "Century Orchestra" di Osaka.
Nel 2005 ha raggiunto le semifinali del prestigioso concorso pianistico internazionale Fryderyk Chopin di Varsavia (XV edizione), vincendo il premio della critica.
Nel 2009, ha vinto il primo premio, insieme al pianista cinese Haochen Zhang, al prestigioso Concorso pianistico internazionale Van Cliburn.